# 4115 Peternorton
4115 Peternorton (1982 QS3) là một tiểu hành tinh vành đai chính được phát hiện ngày 29 tháng 8 năm 1982 bởi N. S. Chernykh ở Nauchnyj.